# Rádio Triunfo
Rádio Triunfo foi um grupo empresarial português de produção e distribuição de música criado no Porto, em 1946, e extinto em 1986. Detentor da Fábrica Portuguesa de Discos da Rádio Triunfo, a primeira a laborar em Portugal, e da editora discográfica RT (Rádio Triunfo).

## História
A 23 de Março de 1946, Rogério Leal, e os sócios José Cândido Silva e Manuel Lopes da Cruz, criaram a empresa Rádio Triunfo Lda com sede no Porto. Pouco depois, em 1947, numa corajosa e inovadora atitude, construíram na Travessa Central do Seixo em São Mamede de Infesta, em Matosinhos, a Fábrica Portuguesa de Discos da Rádio Triunfo, a primeira a laborar em Portugal. 

Logotipo da Fábrica Portuguesa de Discos

 No início da atividade a fábrica apenas prensava discos de 78 rpm. Pouco depois iniciou a produção dos 45 rpm e, em 1948, começaram com as 33rpm. A empresa tinha um forte catálogo em música de ranchos folclóricos e intérpretes que desenvolveram as suas carreiras na rádio, caso de Tony de Matos, Maria de Lurdes Resende ou Maria Clara, numa relação de proximidade com a Emissora Nacional, cujo estúdio em Vila Nova de Gaia foi muito usado para gravações de discos.  
Em 1956, a Valentim de Carvalho criou a sua fábrica de discos como resposta à Rádio Triunfo. Só estas duas companhias portuguesas dominaram toda a cadeia vertical de produção fonográfica, desde a fábrica de produção dos suportes e de reprodução dos discos, à tipografia e litografia, ao armazém e ao comércio a retalho. Em 1957, a Rádio Triunfo abriu o primeiro estabelecimento comercial na Rua de Santa Catarina, em pleno centro da cidade do Porto, alargando-se depois para outras lojas: Rua de Santo António, hoje 31 de Janeiro (Porto), em 1961, e Rua do Carmo (Lisboa) em 1962. Nesse ano foi gravado a versão oficial do Hino Nacional, interpretado pela Banda Sinfónica da Guarda Nacional Republicana nos estúdios da Rádio Triunfo, com captação e registo de Jaime Filipe. 
No início dos anos sessenta a Valentim de Carvalho dominava o mercado nacional com produção própria e repertório moderno, enquanto a Rádio Triunfo, sua principal concorrente, disponha de um catálogo tradicional muito abundante em Folclore, Fado e Nacional cançonetismo. Em 1969, foi gravado o primeiro disco em estéreo, graças a um moderno equipamento topo de gama adquirido na Suécia. No dia 15 de Fevereiro de 1974, abriram na Estrada da Luz, em Lisboa, o mais completo e bem apetrechado estúdio de gravação existente em Portugal. 
A Rádio Triunfo tornou-se na mais importante companhia discográfica portuguesa, com uma enorme produção, um vastíssimo catálogo e com forte representação das etiquetas nacionais, Alvorada, Melodia e Carioca,  e das internacionais como a CBS e WEA.  Com a morte de Rogério Leal, em 1979, a empresa foi adquirida pelo empresário Arnaldo Trindade, fundador da prestigiada editora discográfica Orfeu, e por José Serafim, proprietário da Movieplay Portuguesa e da Riso & Ritmo. 
A Rádio Triunfo lançou discos de grandes nomes da música portuguesa, sobretudo nas etiquetas Melodia e Alvorada, caso de João Villaret, Amália Rodrigues, Carlos do Carmo, António Calvário, Hermínia Silva, Madalena Iglésias ou Fernanda Maria. José Cid foi um dos artistas que transitou do catálogo da Orfeu. De notar o importante contributo da editora para o surgimento do boom do rock português, em 1980, com a edição de discos dos Roquivários, TNT, Seilasié e muitos outros.  Também foi importante com o lançamento de outros nomes como Terra a Terra, Raízes, Vai de Roda (música popular) ou Ana Faria (infantil). Os UHF, uma das bandas mais mediáticas do rock português, entraram para a editora em Setembro de 1982 já numa fase má da editora, agravada pela crise económica que o país atravessava, em 1983, com a entrada do Fundo Monetário Internacional. 
Em 1985, a editora foi acusada de práticas ilegais e verificou-se a consequente expulsão da Associação das Editoras (atual AFP) e da IFPI. Com a crise instalada, a Rádio Triunfo perdeu muitas das etiquetas internacionais que representava, acabando por decretar falência em 1986. Todo o espólio foi adquirido pela Movieplay Portuguesa. 

## Artistas
Bandas e músicos que gravaram na Radio Triunfo
| - João Villaret - Amália Rodrigues - Artur Paredes - Carlos Paredes - Tony de Matos - Eugénia Lima - Artur Ribeiro - Maria de Lurdes Resende - Luís Piçarra - Maria Clara - Madalena Iglésias - Alberto Ribeiro - Luiz Goes | - Hermínia Silva - Maria Amélia Canossa - António Calvário - Anita Guerreiro - José Afonso - Carlos do Carmo - Carlos Zel - Maria Armanda - Esmeralda Amoedo - Tereza Tarouca - Lenita Gentil - Rodrigo - Teresa Siqueira | - José Cid - Armando Gama - Pedro Barroso - Ana Paula Reis - Tó Maria Vinhas - Broa de Mel - Ana Faria - Shegundo Galarza - Ruy de Carvalho - Terra a Terra - Raízes - Vai de Roda - Coro Infantil de Sto Amaro de Oeiras | - UHF - Roxigénio - Beatnicks - Roquivários - TNT - Albatroz - Seilasié - Jorge Lima Barreto |

Bandas e músicos distribuídos pela Radio Triunfo
- Led Zeppelin [38]